# Billy Long

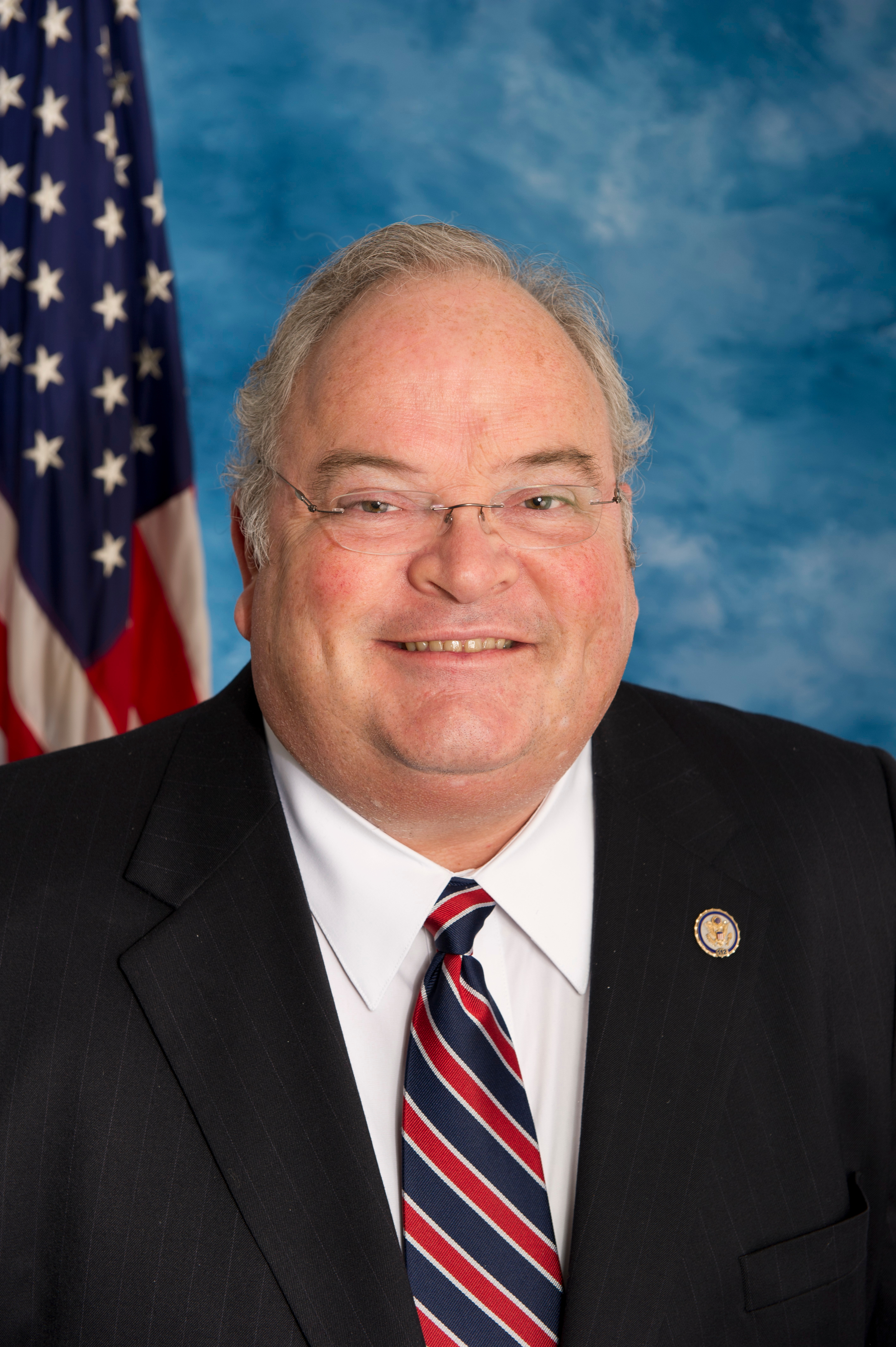
Billy Long (2011)

William Hollis „Billy“ Long II (* 11. August 1955 in Springfield, Missouri) ist ein US-amerikanischer Politiker (Republikanische Partei). Er vertrat von 2011 bis 3. Januar 2023 den siebten Distrikt des Bundesstaats Missouri im US-Repräsentantenhaus.
Vom 16. Juni 2025 bis zum 8. August 2025 war er Commissioner des Internal Revenue Service.
Er ist designierter Liste der Botschafter der Vereinigten Staaten in Island.

## Werdegang
Billy Long studierte in den Jahren 1973 und 1974 an der University of Missouri in Columbia und setzte danach seine Ausbildung bis 1979 an der Missouri Auction School fort. In den folgenden Jahren arbeitete er zwischen 1999 und 2006 zeitweise als Radiomoderator. Außerdem erwarb er die Firma Billy Long Auctions LLC, die er heute noch besitzt.
Bei den Kongresswahlen des Jahres 2010 wurde er im siebten Wahlbezirk von Missouri mit 63 Prozent der Stimmen gegen den Demokraten Scott Eckersley in das US-Repräsentantenhaus in Washington, D.C. gewählt. Dort trat er am 3. Januar 2011 die Nachfolge von Roy Blunt an, der in den US-Senat gewählt worden war. Er wurde bisher fünf Mal wiedergewählt, einschließlich der Wahl 2020.
Sein Versuch bei der Senatswahl 2022 den Senatssitz von Roy Blunt zu übernehmen scheiterte in der Vorwahl durch eine Niederlage gegen den Parteikollegen Eric Schmitt.
2021 wurde ihm der japanische mittlere Orden der Aufgehenden Sonne am Band verliehen. 
Long war Mitglied in folgenden Ausschüssen:
- Committee on Energy and Commerce
  - Communications and Technology
  - Health
  - Oversight and Investigations

Am 4. Dezember 2024 gab der gewählte US-Präsident Donald Trump bekannt, dass er Long als Commissioner of Internal Revenue der Bundessteuerbehörde Internal Revenue Service (IRS) nominieren wird. Die Nominierung ist neben Vorwürfen der mangelnden Qualifikation vor allem dadurch umstritten, dass Long während seiner Zeit im Kongress wiederholt Gesetzesentwürfe zur Abschaffung der IRS unterstützte.